# 3444 Stepanian
3444 Stepanian је астероид главног астероидног појаса са средњом удаљеношћу од Сунца која износи 2,555 астрономских јединица (АЈ).
Апсолутна магнитуда астероида је 12,4.